# Fine Again
«Fine Again» es una canción de la banda sudafricana de metal alternativo Seether. Fue lanzado en agosto de 2002 como el primer sencillo de su primer álbum de estudio Disclaimer (2002). La canción apareció por primera vez en el álbum Fragile de 2000 (que se lanzó cuando Seether todavía se hacía llamar Saron Gas). También se incluyó más tarde en el EP 5 Songs de 2002 y es la tercera pista de su álbum debut. Morgan escribió la canción después de que sus padres se divorciaran.
Durante sus shows en vivo, Shaun Morgan ha dedicado la canción a Dave Williams de Drowning Pool y a Dimebag Darrell de Pantera.

## Video musical
El video de la canción, dirigido por Paul Fedor, muestra a la banda tocando en un estudio de sonido mientras tres paredes detrás de ellos muestran diapositivas de personas sosteniendo rectángulos opacos con frases que representan sus sentimientos internos y explican la razón por la que se sienten deprimidos y con el corazón roto (que es similar a la portada del álbum). Seether hizo los arreglos para que el concepto se implementara en la portada de Disclaimer. Se lanzaron diez versiones diferentes del álbum, cada una con una foto de una persona del video. Según el bajista Dale Stewart:

A Seether se le ocurrió la idea de que las personas desnudaran sus almas y levantaran los carteles y pensamos que era un buen concepto. Es como un hilo conductor que recorre todo el álbum, la fragilidad, o como quieras llamarlo, en las personas. La gente siempre está jodida por algo. No importa si actúan como si no lo estuvieran, como si estuvieran bien. Por lo tanto, hay momentos en los que todos sentimos el corazón roto.

## Lista de canciones
Promo Europeo CD (2002)
| N.º | Título                          | Duración |  |
| 1.  | «Fine Again» (versión álbum)    | 4:04     |  |
| 2.  | «Fine Again» (versión acústico) | 4:03     |  |

- Todas las pistas mezcladas por Jay Baumgardner

EP (Edición limitada)
| N.º | Título        | Duración |  |
| 1.  | «Fine Again»  | 4:05     |  |
| 2.  | «Needles»     | 3:26     |  |
| 3.  | «Got It Made» | 4:51     |  |

- Todas las pistas mezcladas por Jay Baumgardner

## Posicionamiento en lista
| Lista (2002)                                          | Posición |
| ----------------------------------------------------- | -------- |
| Estados Unidos (Billboard Hot 100)                    | 61       |
| Estados Unidos (Active Rock)                          | 1        |
| Estados Unidos (Billboard Hot Mainstream Rock Tracks) | 3        |
| Estados Unidos (Billboard Hot Modern Rock Tracks)     | 6        |

## En otros medios
- La canción apareció en el videojuego Madden NFL 2003 de 2002, en 1080° Avalanche de Nintendo y en la película Boy Erased de 2018.[5]